# Attracta

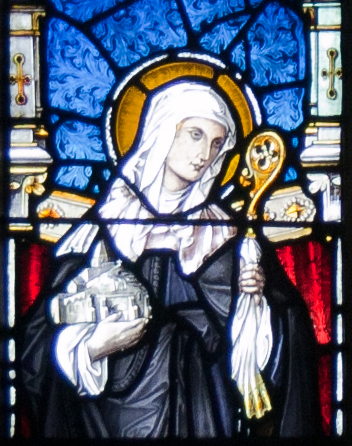
Kirchenfenster mit der Hl. Attracta in Ballymote (Irland)

Die Heilige Attracta als latinisierte Namensform oder irisch Athracht (auch Attracta von Killaraght, weitere Namensformen Atty, Abaght, Adhracht, Araght, Athracta, Taraghta oder Tarahata) war eine irische Adlige, Ordensfrau und Äbtissin im 6. Jahrhundert. Sie ist die Schutzheilige der Pfarreien von Lough Gara und Toorlestraun in der irischen Grafschaft (county) Sligo in der Provinz Connacht im Nordwesten der Republik Irland.

## Leben
Sie wurde im 5. Jhd. oder 6. Jhd. in der späteren Grafschaft Sligo geboren und war die Schwester (oder Halbschwester?) von Bischof Conal von Drumconnell.
Sie soll die Tochter eines irischen Adligen gewesen sein. Da sie sich zu einer religiösen Berufung hingezogen fühlte, soll sie schon in frühester Kindheit beschlossen haben, ihr Leben Gott zu widmen, was von ihrer Familie abgelehnt wurde. Sie floh und gründete ein Kloster in Killaraght (Cill Athracht) und ein Hospital in Drumconnell bei Boyle in der Grafschaft Roscommon, das noch 1539 existierte.
Sie gründete mehrere Kirchen und Klöster in den späteren Grafschaften Galway und Sligo. Die Klöster waren für ihre Krankenfürsorge bekannt.
Den Schleier als Nonne soll sie von St. Patrick erhalten haben.
Sie war bekannt für ihre Nächstenliebe und ihre Gastfreundschaft für Reisende und Obdachlose.
Im 14. Jahrhundert verfasste der Abt Augustin Magraidin einige wichtige Manuskriptsammlungen über das Leben der irischen Heiligen „Vitae Sanctorum Hiberniae“. Hier wird auch ihr legendenreiches Leben beschrieben.
Sie soll im 6. Jhd. gestorben sein. Ihr Festtag ist der 11. August.

## Die Quelle

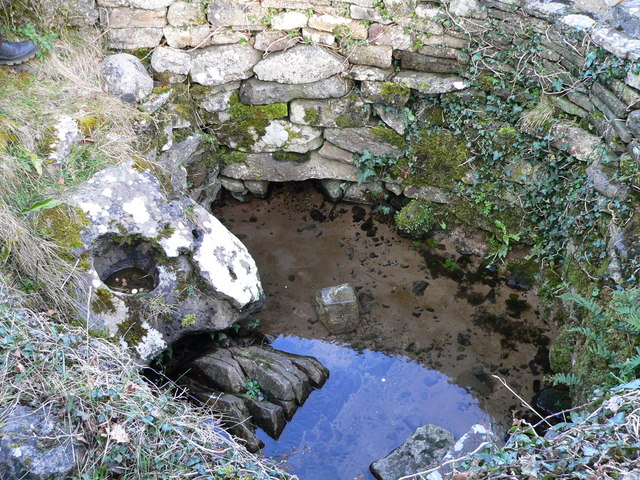
St. Attracta Heilquelle

Im Dorf Monasterredan (irisch Mainistir Réadáin) in der Gemeinde Kilcolman gibt es heute noch eine Heilquelle, die ihren Namen trägt. Das Wasser der Quelle soll gegen Warzen und Rachitis helfen und wird auch gerne als Trinkwasser benutzt.

## Trivia

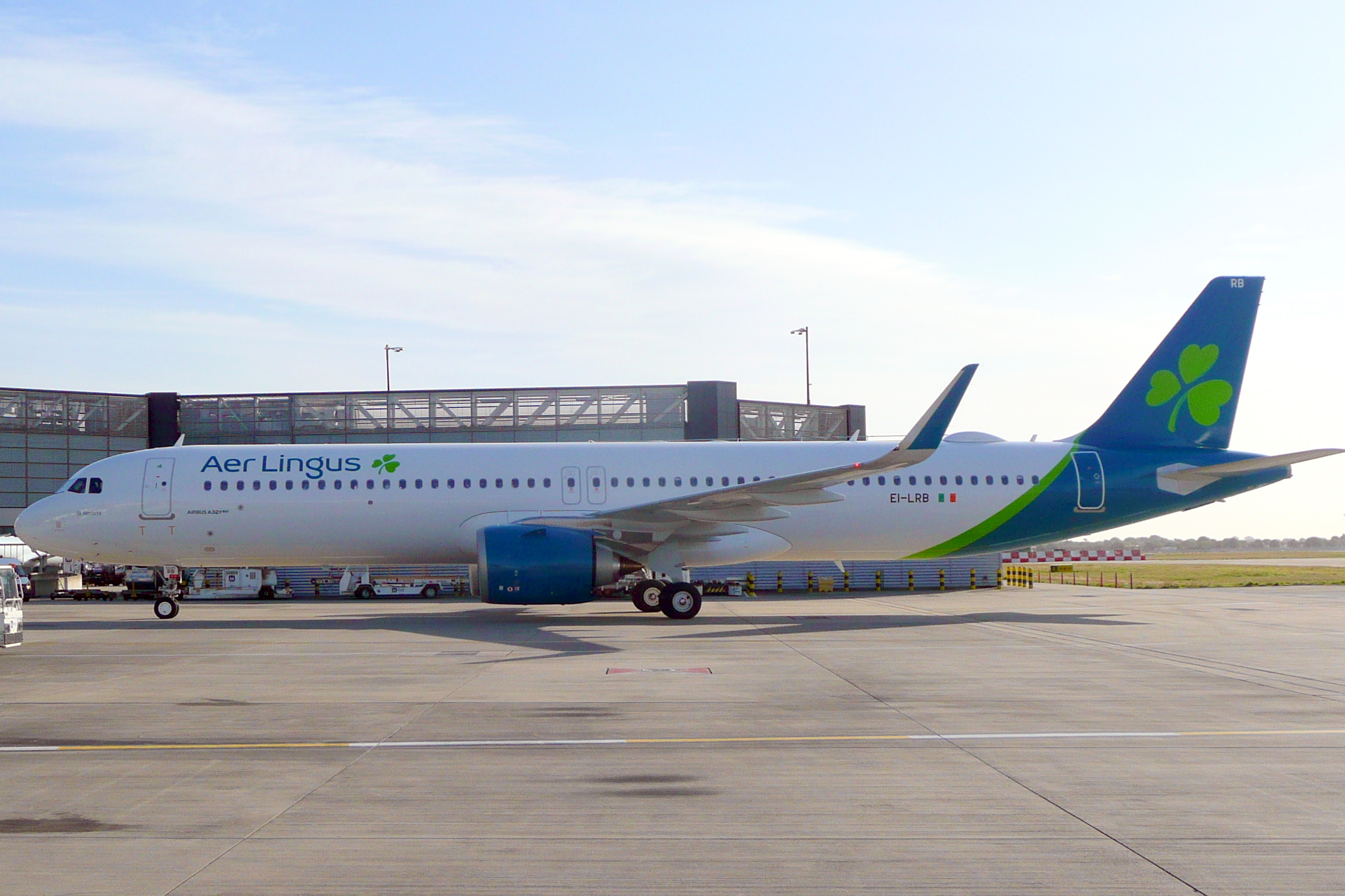
Airbus A321LR von Aer Lingus St. Attracta

Im September 2019 kaufte Aer Lingus einen Airbus A321LR und nannte ihn St. Attracta.